# Eerste nationale (dameshandbal)
De eerste nationale is de hoogste afdeling van het Belgische dameshandbal.

## Competitie
Er nemen tien teams deel aan deze competitie. De inrichtende macht is de Koninklijke Belgische Handbalbond (KBHB). De succesvolste clubs zijn met voorsprong HC Fémina Visé (13 keer landskampioen) en Initia HC Hasselt (12 keer landskampioen). De huidige landskampioen is Handbal Sint-Truiden.

### Huidige clubs
De huidige teams in de eerste nationale van het handbal zijn:
- DHW United Antwerpen (Antwerpen)
- Achilles Bocholt (Bocholt)
- HC Eynatten-Raeren (Eynatten en Raeren)
- Hubo Initia Hasselt (Hasselt)
- DHC Overpelt (Overpelt)
- HB Sint-Truiden (Sint-Truiden)
- Handball Fémina Visé (Wezet)
- DHC Waasmunster (Waasmunster)

### Erelijst
Officieus
- 1962/63  Uilenspiegel
- 1963/64  Uilenspiegel
- 1964/65  Eendracht Vrij Aalst
- 1965/66  Eendracht Vrij Aalst
- 1966/67  Aalst Sportief
- 1967/68  Aalst Sportief
- 1968/69  Aalst Sportief
- 1969/70  Aalst Sportief

Officieel 
- 1970/71  Uilenspiegel
- 1971/72  Uilenspiegel
- 1972/73  Ambiorix Femina (Brussel)
- 1973/74  Avanti Femina Lebbeke
- 1974/75  Aalst Sportief
- 1975/76  Avanti Femina Lebbeke
- 1976/77  Avanti Femina Lebbeke
- 1977/78  Uilenspiegel
- 1978/79  Uilenspiegel
- 1979/80  United HC Tongeren
- 1980/81  Uilenspiegel
- 1981/82  United HC Tongeren
- 1982/83  Avanti Femina Lebbeke
- 1983/84  Avanti Femina Lebbeke
- 1984/85  KV Sasja HC Hoboken
- 1985/86  United HC Tongeren
- 1986/87  Initia HC Hasselt
- 1987/88  Initia HC Hasselt
- 1988/89  Initia HC Hasselt
- 1989/90  Initia HC Hasselt
- 1990/91  Initia HC Hasselt
- 1991/92  Initia HC Hasselt
- 1992/93  Initia HC Hasselt
- 1993/94  Initia HC Hasselt
- 1994/95  Initia HC Hasselt
- 1995/96  Initia HC Hasselt
- 1996/97  Femina Visé
- 1997/98  Femina Visé
- 1998/99  Femina Visé
- 1999/00  Femina Visé
- 2000/01  Femina Visé
- 2001/02  DHC Meeuwen
- 2002/03  DHC Meeuwen
- 2003/04  Femina Visé
- 2004/05  DHW Antwerpen HC
- 2005/06  HB Sint-Truiden
- 2006/07  Femina Visé
- 2007/08  Femina Visé
- 2008/09  Femina Vise
- 2009/10  Femina Visé
- 2010/11  DHW Antwerpen HC
- 2011/12  Femina Visé
- 2012/13  DHW Antwerpen HC
- 2013/14  Femina Visé
- 2014/15  Initia HC Hasselt
- 2015/16  Initia HC Hasselt
- 2016/17  HB Sint-Truiden
- 2017/18  HB Sint-Truiden
- 2018/19  Achilles Bocholt
- 2019/20 geen kampioen (COVID-19-pandemie)
- 2020/21 geen kampioen (COVID-19-pandemie)
- 2021/22  Femina Visé
- 2022/23  HB Sint-Truiden
- 2023/24  HB Sint-Truiden
- 2024/25  HB Sint-Truiden